# Marco Giunio Silano (pretore)
Marco Giunio Silano (in latino Marcus Iunius Silanus; ... – 196 a.C.) è stato un politico e militare romano al tempo della seconda guerra punica.

## Biografia
Viene citato per la prima volta nel 216 a.C., quando, dopo la disfatta di Canne, su richiesta dei cittadini di Neapolis, prese il comando della città per difenderla contro l'avanzata dell'armata cartaginese di Annibale Barca.
Nel 212 a.C. divenne pretore ed ottenne l'Etruria come regione da controllare; allo stesso vennero affidate le due legioni urbane dell'anno precedente. Il suo compito fondamentale fu l'organizzazione della raccolta dei cereali per garantire sufficienti approvvigionamenti sia a Roma che all'esercito. Quell'anno, infatti i consoli, Q.Fulvio Flacco e Appio Claudio Pulcro, tornati a Capua, ricominciarono ad assediare la città con grandissima violenza raccogliendo e preparando ogni cosa fosse necessaria. A Casilinum fu ammassato il grano; alla foce del Volturno, dove si trova la città omonima, fu fortificata una rocca e posto un presidio romano; anche a Pozzuoli venne messo un presidio per dominare il mare e il vicino fiume. In queste due fortezze sul mare e a Ostia venne portato tutto il frumento che era stato inviato dalla Sardegna e quello che il pretore Marco Giunio Silano aveva raccolto in Etruria, affinché l'esercito romano ne avesse in abbondanza durante l'inverno seguente. Anche nel 211 a.C. gli venne prorogato il comando in Etruria come propretore.
Nel 210 a.C. fu legato di Publio Cornelio Scipione durante tutto il periodo della conquista della Spagna, e si distinse durante tutto il periodo della guerra in quel paese. Tito Livio racconta infatti che a Scipione ed a Silano venne prorogato il comando in Spagna, non per un solo anno, ma fino a quando non fossero stati richiamati dal senato.
In ogni caso l'evento di maggior importanza fu la sua vittoria contro le forze di Magone Barca ed Annone nel paese dei Celtiberi: Silano riuscì a distruggere l'armata cartaginese, facendo prigioniero lo stesso Annone, mentre Magone, con sole poche migliaia di uomini, riuscì a fuggire verso sud e a raggiungere Asdrubale Giscone. Dopo tale vittoria, i cartaginesi non riuscirono più a movimentare le loro truppe nel nord della Spagna.
Tale era la stima di Scipione nei suoi confronti che, quando l'anno successivo Scipione lasciò l'armata spagnola per tornare in Italia, affidò proprio a Silano il comando, fino all'arrivo del successore.
Nel 196 a.C. Silano cadde in battaglia combattendo contro i Galli Boi, sotto il comando del console Marco Claudio Marcello.